# Régime micro-social
Le régime micro-social est un régime social des indépendants en France prévu au chapitre Modernisation et simplification du recouvrement des cotisations de sécurité sociale du code de la sécurité sociale. Introduit par la loi de modernisation de l'économie de 2008, il simplifie le calcul des cotisations sociales auxquelles est soumis le travailleur indépendant dont le chiffre d'affaires est limité.
Pour 2012, ce montant était de 32 900 € HT pour les prestations de services relevant des bénéfices industriels et commerciaux (BIC) ou des bénéfices non commerciaux (BNC) et de 82 200 € HT pour l'activité de vente de marchandises, d'objets, de denrées, de fourniture de logement ; respectivement 32 600 € et 81 500 € en 2011 et 2013.
En 2013, le calcul des cotisations sociales est proportionnel au chiffre d'affaires réel, déclaré mensuellement ou trimestriellement. Les prélèvements sociaux sont de 26,3 % (24,3 % du régime micro-social simplifié + 1,7 % de l'impôt sur le revenu) du chiffre d'affaires pour les prestations de services et de 15 % (14 % régime micro-social simplifié + 1 % impôts sur le revenu) pour une activité de vente de marchandises.
Ce mode de calcul permet d'éviter le montant forfaitaire de cotisations demandé au travailleur non salarié, qui est dissuasif pour une activité contenue et d'un mode de calcul plus complexe qu'il est plus délicat d'anticiper. Il est généralement lié au régime fiscal de la micro-entreprise avec lequel il partage les plafonds, et sont eux deux associés à une immatriculation simplifiée, formant ainsi le régime social de l'auto-entrepreneur.